# Станкович, Василий Васильевич
Василий Васильевич Станкович (укр. Станкович Василь Васильович; род. 25 апреля 1946, Иршава) - советский, украинский фехтовальщик. Пятикратный чемпион мира по фехтованию на рапирах. Дважды серебряный призёр Олимпийских игр (1968, 1972), заслуженный мастер спорта СССР (1971).

## Биография
Родился 25 апреля 1946 в Иршаве, Закарпатской обл., УССР.  Ученик Заслуженного тренера СССР Вадима Алексеевича Андриевского.    
Серебряный призёр Олимпийских игр 1968 и 1972 годов, пятикратный чемпион мира (1969,1970,1971,1973,1974); трёхкратный чемпион СССР (1968,1970,1971).  
Уникальная личность в истории спорта. Начал заниматься фехтованием в 17 лет. Поступая во Львовский Государственный институт физической культуры - на специализацию футбола, не набрал необходимого количества баллов. Однако, по ходатайству тренера В.А.Андриевского, заметившего талантливого абитуриента, был зачислен на отделение фехтования, где в тот год был недобор.
За пять лет учёбы в ЛГИФК (1963-1968) прошёл путь от новичка до чемпиона СССР и члена сборной команды страны. Дебютировал на Олимпиаде 1968 года в Мехико, став серебряным призёром в составе рапирной команды. В 1969 году завоевал серебро в личном первенстве на Чемпионате мира в Гаване. В 1971 году - золото в личном первенстве на Чемпионате мира в Вене. Ещё четырежды (1969, 1970,1973,1974) становился чемпионом мира в командном турнире.  Также в составе команды завоёвывал: серебро на XX Олимпийских Играх -1972 в Мюнхене, на Чемпионате мира -1975 в Будапеште и бронзу - Чемпионатов мира 1971 и 1977. Трёхкратный чемпион СССР в личном зачёте (1968, 1970, 1971). Чемпион Московской Универсиады-1973 в личном зачёте.
На Олимпийских Играх 1976 года в Монреале занял 4 место в личных соревнованиях, проиграв решающий бой за медаль будущему чемпиону Игр - итальянцу Фабио Дель Зотто. По оценкам итальянской прессы, этот драматичный бой (Станкович вёл 3:1, но Дель Зотто сумел переломить ситуацию, 4:5) стал украшением Олимпиады. 
Завершил спортивную карьеру в 31 год - командной бронзой Чемпионата мира 1977 года в Буэнос-Айресе.
После завершения спортивной карьеры работал тренером во  львовских: СКА и Школе высшего спортивного мастерства. В 80-е годы организовал Центр Олимпийской Подготовки по фехтованию во Львове и являлся его старшим тренером.  После распада СССР работал со сборными командами Венгрии, Кувейта, Индонезии и в частном клубе в  США. В настоящее время проживает в Закарпатье, консультирует клубы фехтования Львова и Ужгорода.